# Juvénal Habyarimana
Juvénal Habyarimana (Gisenyi, 8 marzo 1937 – Kigali, 6 aprile 1994) è stato un politico e generale ruandese, dittatore del Ruanda dal 1973 al 1994.
È stato il Presidente del Ruanda dal 1973 fino al 1994 quando l'aereo su cui viaggiava fu abbattuto da un missile terra-aria di origine ignota. Il suo assassinio diede inizio a indicibili violenze nel Paese, che da aprile a luglio 1994 fu sconvolto da un genocidio che vide protagoniste le due principali etnie, gli Hutu e i Tutsi.

## La carriera politica
Il 5 luglio 1973, quando era ministro della difesa, Habyarimana depose con un colpo di Stato l'allora presidente Grégoire Kayibanda e assunse la carica di presidente del paese. Habyarimana fu il leader del Movimento Repubblicano Nazionale per la Democrazia e lo Sviluppo.

### Le prime contestazioni
Negli anni novanta, iniziarono le prime contestazioni contro Habyarimana da parte del Fronte Patriottico Ruandese (RPF), formato in maggioranza da Tutsi ritornati dal loro esilio in Uganda.
Il 6 aprile 1994 il suo jet privato fu abbattuto, nell'attentato persero la vita assieme a lui anche il presidente del Burundi, Cyprien Ntaryamira ed altre persone. I rottami dell'aereo si sparsero nelle vicinanze dell'aeroporto della capitale, Kigali.
A seguito della morte del presidente, il principale movimento Hutu, "Potere Hutu", accusò dell'attentato il principale leader politico Tutsi, Paul Kagame, ma secondo altri (tra cui membri dell'RPF) ad attentare alla vita del presidente furono gli stessi movimenti Hutu, che avevano mal sopportato le aperture del presidente Habyarimana verso la minoranza Tutsi. Ad ogni modo, malgrado un'inchiesta francese (l'aereo su cui viaggiava il presidente era transalpino), la verità è ancora lontana dall'essere svelata.

## L'inizio delle violenze
Immediata conseguenza dell'attentato, fu l'esplosione di un indicibile odio etnico, sociale e politico, che vide come protagonisti gli esponenti Hutu che, armatisi a dovere nei mesi precedenti, iniziarono una sistematica eliminazione della popolazione Tutsi, eliminazione che fu resa ancora più "semplice" dalle carte di riconoscimento che indicavano l'etnia delle persone. Coloro che avevano scritto "Tutsi", venivano uccisi con ogni mezzo; armi da fuoco, maceti e sevizie. Fu così che si consumò il genocidio del Ruanda, che in meno di tre mesi costò la vita a quasi un milione di persone, in maggioranza appartenenti all'etnia Tutsi.

## Misteri sulla sua morte
Dopo la morte del presidente, la moglie, Agathe Habyarimana fu evacuata dalle truppe francesi e messa in salvo. Controversa è la figura di questa donna, che aveva una grande influenza sul marito e sulla politica ruandese. Secondo alcuni, potrebbe aver avuto un ruolo primario nell'attentato contro il marito, considerando anche il fatto che decise di non partire insieme a lui in quel viaggio che si sarebbe dimostrato fatale.
Ad ogni modo, responsabili ed eventuali mandanti sono ancora a piede libero e sull'omicidio Habyarimana calò una fitta nebbia.
Quando il presidente hutu Juvénal Habyarimana ha firmato un accordo di pace per la condivisione del potere con l'RPF, gli estremisti hutu hanno iniziato a ipotizzare se il presidente stesso fosse diventato un complice. A marzo, quando Kangura pubblicò il titolo "HABYARIMANA MORIRÀ A MARZO", l'articolo spiegava che gli assassini sarebbero stati hutu acquistati dagli scarafaggi (membri dell'RPF).